# Michaela Mlejnková
Michaela Mlejnková (* 26. července 1996, Jilemnice) je česká profesionální volejbalistka. V reprezentaci i v klubu hraje na pozici přihrávající smečařky.

## Sportovní kariéra
S volejbalem začínala v Turnově pod vedením svého otce. V žácích se vedle volejbalu věnovala na výkonnostní úrovni atletice. V roce 2012 si jí trenér Stanislav Mitáč stáhl ze Severu Čech do Prahy, kde se připravovala v klubu PVK OLYMP Praha. Po maturitě na sportovním gymnáziu Přípotoční v roce 2015 podepsala profesionální smlouvu s týmem německé Bundesligy Allianz MTV Stuttgart. V české ženské volejbalové reprezentaci se pohybuje od roku 2013. V roce 2017 byla v květnu vyhlášena českou volejbalistkou roku za sezonu 2016/17.

## Výsledky s reprezentací
| Olympijské hry     |     |     |     | —   |     |  |  |
| Mistrovství světa  |     | —   |     |     |     |  |  |
| Mistrovství Evropy | 8.  |     | 11. |     |     |  |  |
| Světový pohár      |     |     | —   |     |     |  |  |
| Světová Grand Prix | 14. | DNS | 15. | 18. | 16. |  |  |

## Profesionální kluby
- PVK OLYMP Praha
- Allianz MTV Stuttgart